# Gà Euskal Oiloa

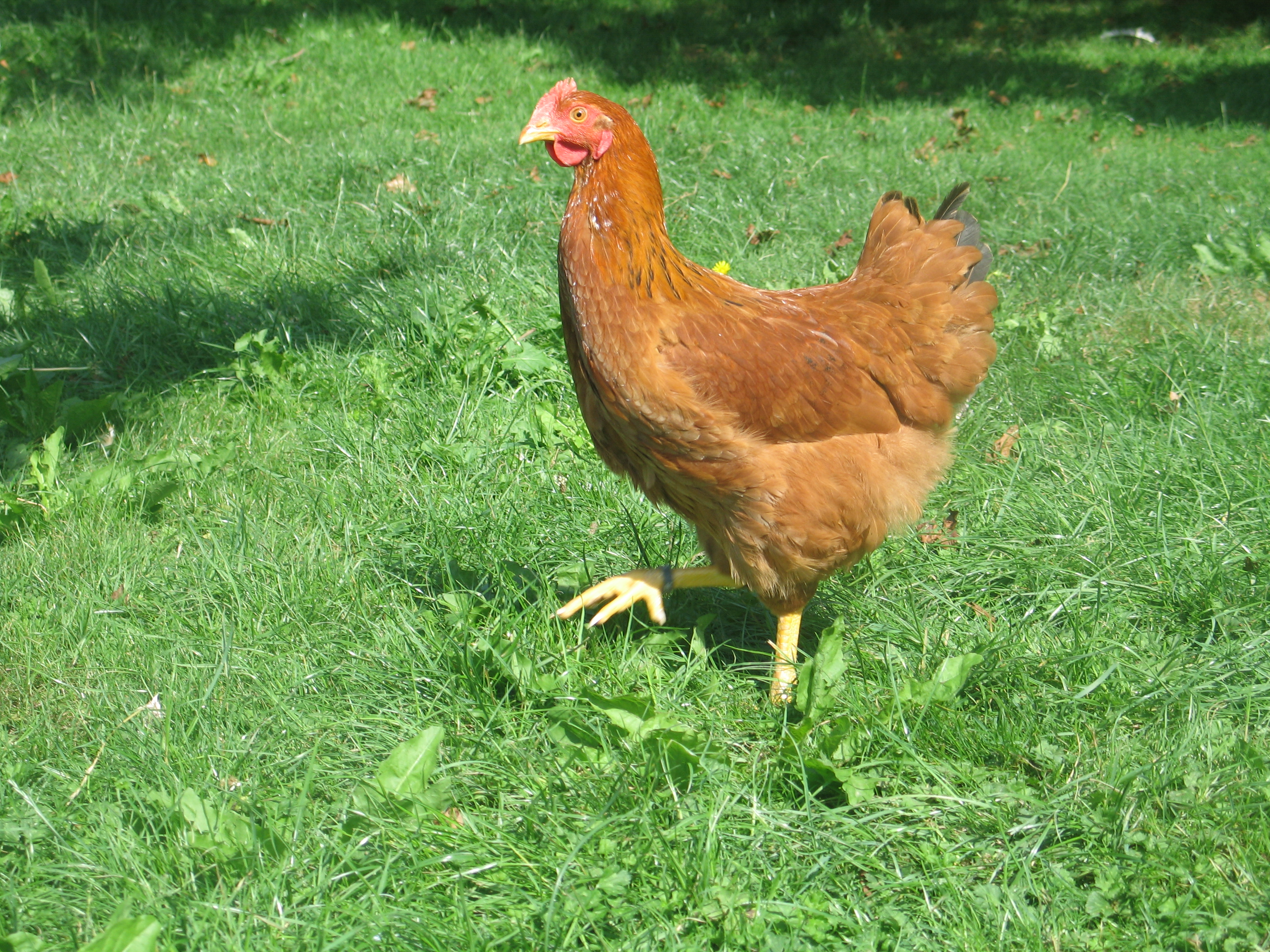
Gà Euskal Oiloa

Gà Euskal Oiloa (tiếng Tây Ban Nha: Gallina Vasca) là một giống gà nhà có nguồn gốc từ cộng đồng tự trị của xứ Basque ở phía đông bắc Tây Ban Nha và phía tây nam nước Pháp. Nó là giống gà nông thôn truyền thống của khu vực, một giống gà kiêm dụng ở Đại Tây Dương và khác với các giống gà Tây Ban Nha Địa Trung Hải như gà Castellana Negra và gà Minorca ở một số khía cạnh: nó có chân và bàn chân màu vàng, tích màu đỏ và đẻ trứng vỏ nâu.

## Lịch sử
Tiêu chuẩn giống của giống gà Euskal Oiloa đã chính thức được phê duyệt vào ngày 15 tháng 3 năm 2001. Nó được đưa vào danh sách chính thức của giống bản địa Tây Ban Nha trong nghị định của hoàng gia ngày 26 tháng 12 năm 2008, thành lập chương trình bảo tồn giống vật nuôi quốc gia, nơi được liệt kê trong số các giống bản địa có nguy cơ tuyệt chủng. Vào cuối năm 2013, tổng số 10.872 con gà đã được báo cáo, tất cả từ Xứ Basque.
Việc chọn lọc sinh sản của Euskal Oiloa đã được bắt đầu vào năm 1975 như là một phần của chương trình bảo tồn giống gà bản địa của Viện nghiên cứu nông nghiệp quốc gia Agnaria de Investigación y Tecnología Agraria y Alimentaria. Quyết định tìm kiếm tình trạng giống chính thức cho những con gà này được thực hiện tại thời điểm đó. Một hiệp hội giống, Asociación de Criadores de Razas Aviares Vascas hoặc EOALAK, được thành lập vào năm 2006.
Từ lâu, gà Euskal Oiloa là giống gà truyền thống của nền kinh tế nông thôn xứ Basque. Nó được phân bố khắp các lãnh thổ lịch sử của Araba, Bizkaia và Gipuzkoa, và chúng được nuôi để cho cả thịt lẫn trứng vỏ nâu. Trong thế kỷ XX, lần đầu tiên nó không bị đe dọa bởi gà lai thương mại nhập khẩu và sự phổ biến của các phương pháp nuôi gà thâm canh cao, như các giống như gà Leghorn đẻ trứng vỏ trắng, trong khi người tiêu dùng Basque ưa thích trứng có vỏ màu nâu. Sau đó, khi các giống lai thương mại trứng nâu xuất hiện, chúng bắt đầu thay thế giống truyền thống ở nhiều hộ gia đình.

## Đặc điểm
Gà Euskal Oiloa là một giống nặng tầm trung bình, gà nặng khoảng 3,6 kg, gà mái khoảng 2,5 kg. Chúng chỉ có duy nhất một chiếc mồng với năm đến bảy điểm được xác định rõ. Mồng, mặt, tích và dái tai có màu đỏ, các dái tai hẹp và nhọn. Các mỏ được uốn cong trong vòi nước, ít hơn đối với gà mái. Chân, bàn chân và da có màu vàng. Năm giống màu được ghi nhận gồm Beltza (lông đen), Gorria (lông màu đỏ), Lepasoila (cổ trụi, đỏ-nâu), Marraduna (chim cu vàng) và Zilarra (đuôi đen trắng). Biến thể Lepasoila, giống như những con gà cổ trụi khác, có da đỏ ở cổ. Gà Euskal Oiloa gà mái đẻ từ 209–220 trứng vỏ nâu, nặng khoảng 60g mỗi năm. Phần lớn sản lượng thịt xuất ở dạng gà trống thiến, việc thiến bằng hóa chất không được phép sử dụng. 